# Marianne Steinbrecher
Marianne „Mari“ Steinbrecher (* 23. August 1983 in São Paulo, São Paulo, Brasilien) ist eine brasilianische Volleyballspielerin, die seit 2012 für Fenerbahçe İstanbul in der Türkei spielt.

## Karriere
Steinbrecher ist die Tochter russischer und deutscher Eltern. Zum Volleyball kam sie mit vierzehn Jahren. Sie spielte zunächst für verschiedene brasilianische Vereine. Mit Osasco gewann sie 2001, 2002 und 2005 den Salonpas Cup. 2006 wechselte sie in die italienische Liga zu Robursport Pesaro, wo sie 2008 italienischer Meister wurde und den CEV-Pokal gewann. Danach kehrte die Außenangreiferin nach Brasilien zurück. In den Jahren 2004, 2006, 2008 und 2009 konnte sie mit der brasilianischen Nationalmannschaft den World Grand Prix gewinnen. Steinbrecher nahm zweimal an Olympischen Spielen teil: 2004 in Athen belegte sie Platz vier und 2008 in Peking gewann sie die Goldmedaille. Ihre dritten Olympischen Spiele 2012 in London verpasste sie wegen einer Verletzung. Seit 2012 spielt sie für Fenerbahçe İstanbul und belegte den dritten Platz bei der Weltmeisterschaft für Vereinsmannschaften in Doha, Katar.

## Privates
Ihre Lebensgefährtin ist Vanessa Mel.

## Auszeichnungen
- 2006: Pan-American Cup als „Wertvollste Spielerin“ und als „Beste Angreiferin“
- 2008: World Grand Prix als „Wertvollste Spielerin“
- 2011: South American Championship als „Beste Angreiferin“